# Kościół Najświętszego Serca Pana Jezusa w Wilnie (niezrealizowany)
Kościół Najświętszego Serca Pana Jezusa w Wilnie (niezrealizowany) – kościół, którego budowę rozpoczęto w 1913 roku w Wilnie przy ówczesnej ul. Archangielskiej i który (nieukończony) w 1964 roku rozebrano.
Twórcą projektu kościoła Najświętszego Serca Pana Jezusa (lub Serca Jezusowego) był Antoni Wiwulski. 

## Historia

### Projekt
Początki kościoła sięgają Krakowa i roku 1905, kiedy to krakowscy jezuici ogłosili zamknięty konkurs na projekt swojej nowej świątyni. Wśród zaproszonych do konkursu architektów (m.in. Teodor Talowski, Józef Pokutyński) znalazł się młody, nieznany architekt Antoni Wiwulski i to jego projekt otrzymał najwyższe noty, choć samego konkursu nie rozstrzygnięto. Gdy wkrótce potem decyzję o budowie własnego kościoła podjęli jezuici wileńscy, zwrócili się właśnie do Wiwulskiego z prośbą o wykonanie projektu. W rozmowach pośredniczył biskup Edward von Ropp. W 1907 roku Wiwulski przedstawił projekt kościoła wykorzystując swój wcześniejszy projekt krakowski. Projekt ten przewidywał budowę trójnawowej, żelbetowej bazyliki z transeptem, z kopułą na skrzyżowaniu naw, zwieńczoną figurą Chrystusa i z dwiema wieżami w fasadzie, wysuniętymi przed jej lico i połączonych z nią łącznikami. Styl budowli miał być mieszany, modernistyczno–romański. Później artysta zmienił projekt zamieniając dwuwieżową fasadę na jedną, smukłą wieżę umieszczoną za prezbiterium.

### Początek budowy
Kościół został zlokalizowany przy ulicy Archanielskiej 6 (nazwa ulicy i adres z okresu międzywojennego, obecnie Vytenio g.). Jego budowę rozpoczęto w połowie 1913 roku. Prace budowlane prowadziło Biuro Techniczne inż. Mariana Lutosławskiego, specjalizujące się w technice żelbetowej, bowiem kościół wileński był pierwszą, dużą budowlą wznoszoną w tej technice na ziemiach polskich. Budowa przebiegała szybko. Pracami kierował inż. Teofil Szopa, a doglądał jej osobiście Wiwulski, który przeniósł się z Paryża (gdzie dotychczas miał swoją pracownię) do Wilna. Wzniesiono mury, zamknięto nawę główną i boczne kaplice. Rozpoczęto wznoszenie wieży i prezbiterium. Prace nad budową przerwała I wojna światowa i przedwczesna (1919) śmierć projektanta.
Po wojnie nie było wiadomo, czy budowlę uda się dokończyć. Trudno było zdobyć środki finansowe, niezbędne do realizacji tego ambitnego zamierzenia, ale jeszcze większą trudnością był fakt, iż Wiwulski pozostawił jedynie luźne szkice przyszłej świątyni, a nie dokładny, ostateczny plan.
Tym niemniej pod koniec lat 20. zdecydowano się dokończyć budowę według nowego projektu, opartego na szkicach Wiwulskiego. Projekt zakładał kościół z kopułą-posągiem Chrystusa o wysokości 68 metrów i monumentalną wieżą o wysokości 108 m, bowiem według zamierzeń twórcy kościół miał się wpisać swoją sylwetką w panoramę Wilna. 
Gdyby ten projekt zrealizowano, kościół Wiwulskiego mógłby stać się dziełem architektury XX w. na miarę barcelońskiej Sagrada Família Antoni Gaudíego.
Na przeszkodzie stanął jednak sprzeciw konserwatywnych kręgów kościelnych, którym nie spodobała się odważna wizja świątyni, a także problemy finansowe i techniczno-wykonawcze.

### Zaniechanie
W 1934 roku zrezygnowano z realizacji projektu Wiwulskiego i zlecono przygotowanie nowego warszawskiemu architektowi, Maksymilianowi Bystydzieńskiemu. Zmniejszył on figurę-posąg oraz zmienił zwieńczenie wieży. W 1937 roku z inicjatywy arcybiskupa wileńskiego Romualda Jałbrzykowskiego zdecydowano o wznowieniu prac budowlanych. I tym razem ich przebieg przerwała wojna. W 1944 roku niedokończony kościół został uszkodzony; po wojnie otwarty, spełniał posługi religijne do 1964 roku, kiedy to zarządzeniem władz Litewskiej SRR został rozebrany, a na jego fundamentach wzniesiono Pałac Kultury Budowlanych. Spoczywające dotychczas w kościele prochy Wiwulskiego przeniesiono na Cmentarz Na Rossie.